# Juanita du Plessis
Juanita du Plessis, all'anagrafe Juanita Naudé (Windhoek, 26 aprile 1972), è una cantautrice namibiana naturalizzata sudafricana.

## Biografia
Dopo aver completato i suoi studi in Namibia, Juanita du Plessis si è trasferita in Sudafrica negli anni '90, avviando così la sua carriera musicale nel 1998 con l'album di debutto Young Hearts, che le ha fruttato svariati premi da parte della Country Music Association of Namibia, fra cui uno per l'artista dell'anno e uno per la cantautrice dell'anno.
Con più di 50 dischi di platino ottenuti dalla Recording Industry of South Africa risultanti dalla vendita di oltre 2,6 milioni di dischi, Juanita du Plessis è l'artista musicale femminile di maggior successo commerciale nella storia della Namibia e del Sudafrica.

## Vita privata
Dopo aver sposato Herman du Plessis, prendendone quindi il cognome, Juanita ha messo al mondo tre figli: Ruan, Mario e Franja (gli ultimi due sono gemelli). Il primogenito è diventato cantante e musicista, col nome d'arte Ruan Josh; Franja du Plessis ha intrapreso anche lei la carriera musicale, vincendo tra l'altro due Ghoema Awards.

## Discografia

### Album in studio
- 1998 – Young Hearts
- 2001 – Ek en jy
- 2002 – Dis waar ek wil wees
- 2003 – Jy is...
- 2004 – Altyd daar
- 2005 – Bly by my
- 2006 – Jou skaduwee
- 2007 – Vlieg hoog
- 2007 – Volmaakte kring
- 2008 – Bring jou hart (con Theuns Jordaan)
- 2010 – Engel van my hart
- 2011 – Wees lig
- 2012 – Hart vol drome (con Theuns Jordaan)
- 2012 – Jy voltooi my
- 2014 – Nashville
- 2015 – Toe staan die wêreld stil
- 2017 – Koningskind
- 2017 – Kaalvoetkinners (con Franja du Plessis e Ruan Josh)
- 2020 – Dis tyd

### Raccolte
- 2008 – 10 jaar platinum treffers
- 2018 – 20 jaar - Treffers van 2008-2018

### Opere audiovisive
- 2004 – In konsert
- 2011 – Juanita op haar beste
- 2011 – Tydloos... die musiekvideo's
- 2016 – Tydloos 2... die musiekvideo's

### Singoli
- 2017 – Just an Illusion (con Franja du Plessis e Ruan Josh)
- 2018 – Ons koning kom (con il South African Youth Choir)
- 2019 – Maak dit los!
- 2020 – Yum yum